# Gilera Runner
Il Gilera Runner è uno scooter prodotto dalla casa motociclistica Gilera dal 1997 al 2020 e progettato da Luciano Marabese.

## Il contesto
Il Runner, al momento della sua entrata in produzione, presentava caratteristiche rivoluzionarie, che non appartenevano a nessun altro scooter. La sua struttura ricorda quella di una motocicletta, in particolare grazie al tubo supplementare di irrigidimento del telaio, che limita molto la pedana, ma aumenta la robustezza generale.
Inoltre il motore assicura una spinta briosa, accoppiato ad un telaio ed una ciclistica sportivi che ne esaltano le doti.
Anche il faro anteriore è di tipica derivazione motociclistica: infatti è suddiviso principalmente in tre parti, a destra l'abbagliante, a sinistra l'anabbagliante, e al centro la luce di posizione. La prima versione è nota anche per il fatto che il faro stesso fosse poco funzionale, infatti in seguito è stato sostituito con quello dei fratelli maggiori.
Questo scooter è stato registrato nel 1994, per essere poi immesso sul mercato nel 1997 come 50 cm3, mentre a distanza di un anno, marzo 1998, vengono presentate su Motociclismo le versioni 2 tempi 125 cm³ (FX) e 180 cm³ (FXR), tutti raffreddati a liquido.

## Prima serie
La prima serie dei Runner era dotata di:
- freno anteriore a disco
- freno posteriore a tamburo
- serbatoio da 9 litri
- marmitta non catalitica
- forcella Showa/Sebac a steli rovesciati (up side down) da 30 mm, chiamata "a grasso" dagli appassionati.

In seguito entrarono in produzione anche i modelli DD (DoubleDisk) e SP (Sport Production) che si differenziavano soprattutto per le colorazioni differenti, più sportive.
Il modello DD aveva a differenza della prima versione, il doppio freno a disco.
In seguito il Runner venne aggiornato, e subì delle lievi modifiche:
- Batteria nel sottosella e non dietro al serbatoio;
- serbatoio più grande, da 9 litri passa a 12 litri;
- mono-ammortizzatore regolabile nel precarico;
- strumentazione rivista con miglior grafica;
- possibilità di omologazione come catalizzato (Kat);
- centralina disponibile in più versioni, Magneti Marelli nera, Facind  o Mitsuba rosse.
- impianto elettrico migliorato nella versione 50 con selezione di luci di posizione, anabbaglianti ed abbaglianti;
- doppio freno a disco.

Ma la cosa che ha maggiormente influenzato l'evoluzione del Runner è il motore.
Infatti, a causa delle leggi sull'inquinamento sempre più restrittive, nel 2001, la produzione dei motori a 2 tempi 125 e 180 cm³ venne ridotta e poi cessata (venne prolungata la vendita dei 2 tempi fino al 2003, parallelamente alle versioni 4 tempi), per fare spazio ai nuovi motori a 4 tempi Piaggio Leader, 125 cm³ (VX) e 180 cm³ (VXR).
Con la versione a 4 tempi vennero utilizzati steli Sebac con forcella tradizionale da 35 mm a olio. Quest'ultima venne montata anche sulle ultime versioni 2 tempi, a partire dal 2001.
Nel 2002 ci fu un restyling generale del Runner, che presentava una nuova carenatura, un po' più "spigolosa", nuovi colori, anche metallizzati, e il doppio ammortizzatore posteriore (lo monta il 4 tempi; il 2 tempi resta con il mono-ammortizzatore).
Questa versione è stata prodotta in quattro versioni, 50 cm³ a carburatore, 50 cm³ a iniezione (PJ, PureJet), 125 cm³ (VX) e 200 cm³ (VXR).
La cilindrata 180 cm³ è stata sostituita in favore della 200 cm³, probabilmente per cercare di colmare le differenze di prestazioni rispetto al vecchio modello a 2 tempi FXR.

## Seconda serie

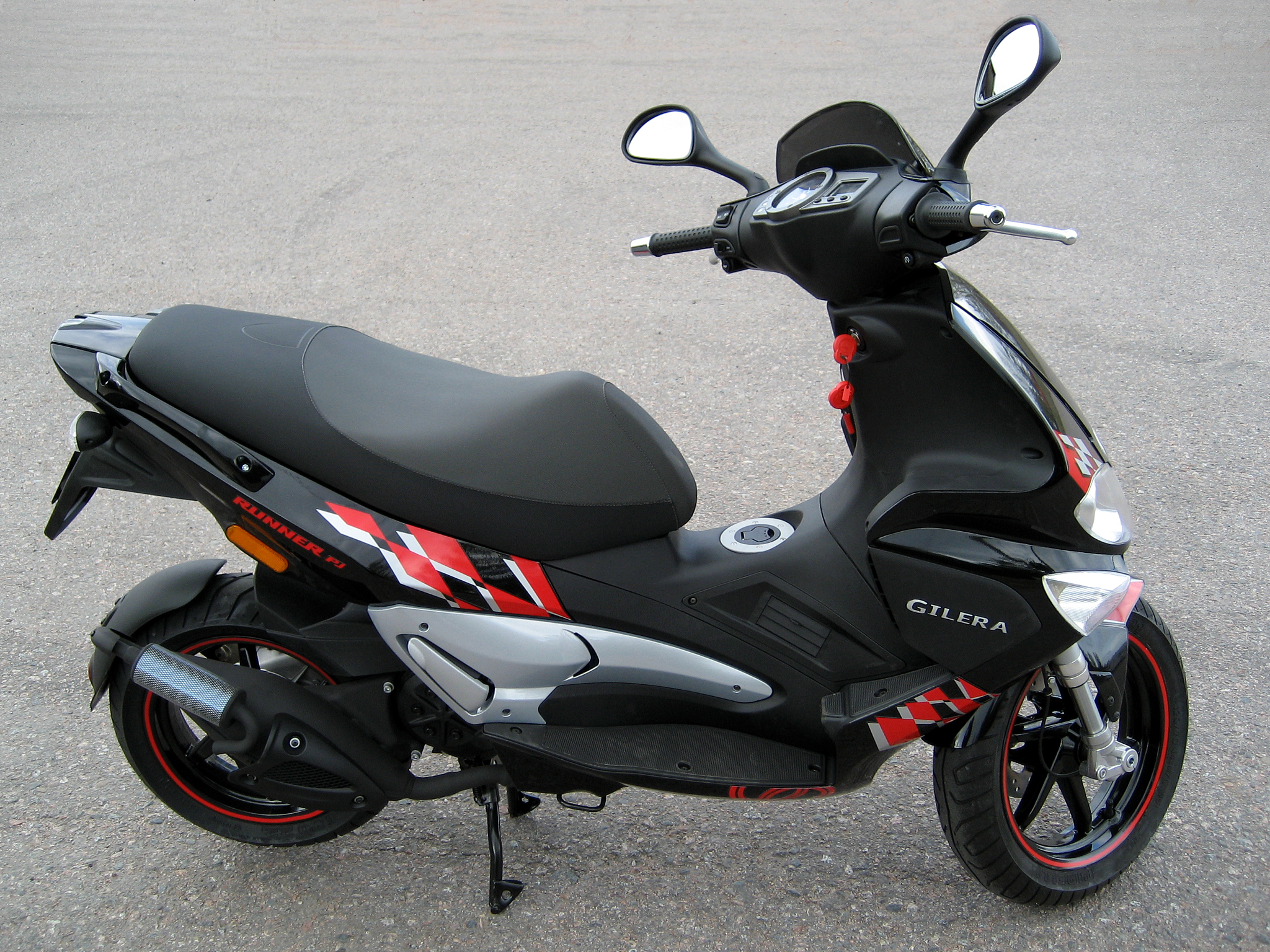
Un Runner del 2007

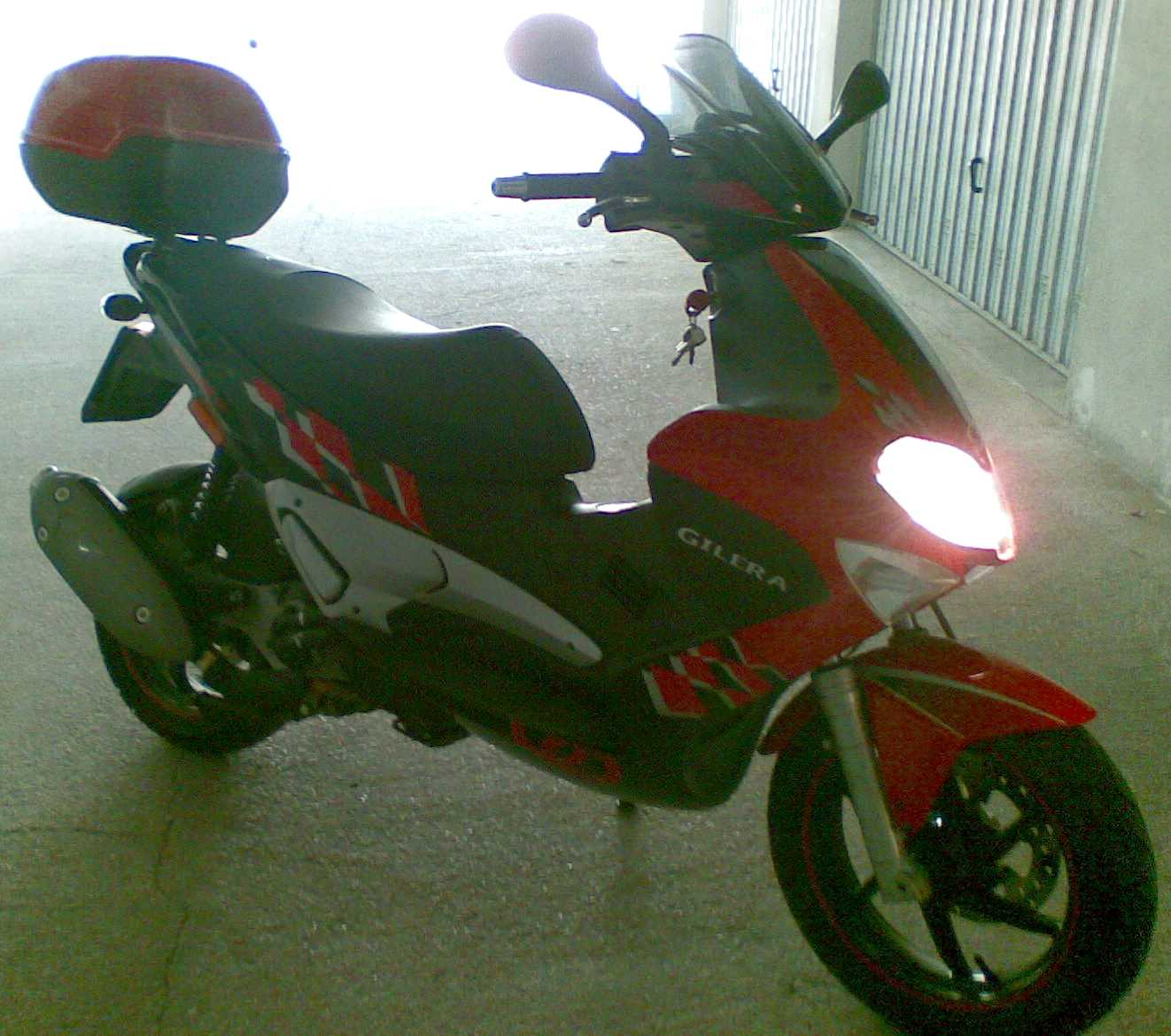
Un Runner del 2007 con bauletto originale Gilera

Nel luglio 2005 arriva sul mercato il nuovo Runner che abbina ai motori Leader 125 e 200 una ciclistica completamente rivista, cerchi da 14" all'anteriore e 13" al posteriore, forcella e i due mono-ammortizzatori stereo rivisti in dimensionamento e idraulica.
Le vendite cumulative dal debutto raggiungono le 330 mila unità.
Nel 2008 Gilera decide di aggiornare le versioni 125 e 200 del Runner:
- le sigle cambiano da VX (125) e VXR (200) ad ST, unica per entrambi
- vengono cambiati alcuni particolari della linea:
- piastra portapacchi presente di serie
- cupolino di dimensioni maggiorate e non più oscurato
- deflettori per l'aria sullo scudo, che ricordano le linee del Gilera Nexus
- faro anteriore oscurato interiormente e specchietti di più facile regolazione
- nuove colorazioni, meno "racing" delle precedenti

questo probabilmente per cercare di espandere la fascia di mercato del Runner, tradizionalmente considerato un modello "di nicchia".
Il Runner, in particolare la serie 2 tempi, grazie ai sistemi di derivazione prettamente motociclistici, accoppiati ad un motore dalle prestazioni esaltanti, ed alla possibilità di elaborazioni più svariate, riscuote un ottimo successo tra gli appassionati sportivi ed è molto presente nelle competizioni agonistiche dei trofei ufficiali, rigorosamente svolte sui circuiti privati.
Il Gilera Runner 50 cm³ (prima edizione) montava un carburatore diverso dalle versioni successive, il carburatore il questione è il Weber 12, che ricorda i suoi impieghi su altri scooter precedenti al Runner; in seguito il carburatore Weber è stato sostituito con il Dell'Orto 17.5 phva. Questo carburatore con il diffusore maggiorato, dona allo scooter quel tocco di sportività in più.
Nel 2008 esce la versione Special Series, davanti grigio, dietro nero, mentre nel febbraio 2009 viene introdotta la versione "Simoncelli" con le livree del pilota della 250.

## La gamma 2020
La gamma del Gilera Runner è stata ridotta ed è disponibile in un'unica versione e cilindrata: la SP 50 nei due allestimenti Black Soul (colore nero) e White Soul (colore bianco).

## Problematiche
Nella trasmissione Mi manda Raitre del 13 maggio 2011 è stata portata la testimonianza di due incidenti molto simili avvenuti nel 1999, che hanno portato il Gilera Runner FX sotto processo (2009), uno ancora in corso, l'altro con sentenza di primo grado del marzo 2011, appellata dalla Piaggio, per gravi difetti strutturali e di progettazione (nei due casi, subito dopo l'incidente frontale, le forcelle fecero pressione sul serbatoio di plastica spezzandolo e fuoriuscì combustibile che si incendiò provocando ustioni gravi ai due ragazzi ancora sotto lo scooter).
Una problematica analoga è stata riscontrata anche della rivista Altroconsumo che ha pubblicato nei numeri di maggio e giugno 2011 dei test che hanno rilevato la pericolosità della prima serie di questo scooter (il serbatoio in posizione frontale in caso di urto può lacerarsi e prendere fuoco), la Piaggio S.p.A. ha risposto che il suddetto serbatoio del Runner è stato omologato in Germania dall'ente TÜV e si è quindi rifiutata di richiamare gli scooter difettosi, l'unione dei Consumatori ha quindi dato disposizione ai suoi avvocati di adire le vie legali.